# Farid Alakbarli
Farid Alakbarli (Fərid Ələkbərli), né à Kirovabad (Azerbaïdjan) le 3 janvier 1964 et mort le 7 avril 2021, est un historien, docteur en sciences historiques, professeur, chef du département de traduction de l'information de l'institut des manuscrits de l'académie nationale des sciences de la république d'Azerbaïdjan, président de l'Association des Historiens de la médecine d'Azerbaïdjan (AHMA) et délégué national de l'Azerbaïdjan à la Société Internationale d'Histoire de la Médecine (SIHM). Alakbarli est particulièrement connu pour son travail sur l'étude des manuscrits à la bibliothèque apostolique vaticane et aux archives secrètes du Vatican, où il a découvert et recherché une variété de manuscrits et de documents d'archives médiévaux uniques.

## Champ de recherche principal
Farid travaille principalement sur des manuscrits médicaux médiévaux, sur l'histoire de la culture et des sciences et sur la médecine et la pharmacologie au Moyen-Orient.

## Contribution scientifique principale
Pour la première fois, 17 manuscrits médiévaux du Moyen-Orient appartenant au domaine médical ont été étudiés. En conséquence, 724 espèces de plantes médicinales, 150 espèces d'animaux et 115 espèces de minéraux décrits dans des sources médiévales ont été identifiés et étudiés. La conception médiévale d'un mode de vie sain a été reconstruite.
De 2011 à 2013, Farid Alakbarli mène des recherches à la bibliothèque apostolique vaticane et aux archives secrètes du Vatican, et découvre plus de 90 manuscrits médiévaux de l'Azerbaïdjan et plus de 500 documents historiques relatifs à l'Azerbaïdjan en langues azerbaïdjanaise, ottomane, perse, arabe, latine et italienne notamment. Des exemplaires de ces manuscrits sont envoyés à l'institut des manuscrits à Bakou. Il travaille à l'élaboration d'un catalogue de manuscrits turcs n'ayant pas encore été décrits à la Cité du Vatican,,.

## Travaux principaux
Le professeur Alakbarli est l'auteur de plus de 200 ouvrages scientifiques et pédagogiques, dont 23 livres et brochures en azéri, russe, anglais, allemand et italien. En outre, il a publié une série d'histoires et de romans.

## Livres principaux
- (en) Fărid Ălăkbărov et Azärbaycan Tibb Tarixçiläri Birliyi, Azerbaijan : medieval manuscripts, history of medicine, medicinal plants [« Azărbaycan »], Baku, Nurlan, 2006, 125 p. (OCLC 71464366, BNF 42449871, présentation en ligne, lire en ligne [PDF]) ;
- (en) Fărid Ălăkbărov et Heydar Aliyev Foundation (Azerbaijan), Medical manuscripts of Azerbaijan, Baku, 2006, 246 p. (OCLC 537383965, BNF 42449871, présentation en ligne) ;
- (en) Farid Alakbarli, Kulturelles Erbe Aserbaidschans. Manuskripte. Heydär Äliyev Stiftung, Heydär Äliyev Stiftung, 1er janvier 2013, 104 p. (ISBN 978-9952483307) ;
- (en) Nicolas Iljine, Fuad Ahkundov (contributeur), Farid Alakbarli (contributeur), Farah Aliyeva (contributeur) et al., Memories of Baku, Seattle, Marquand Books, 30 septembre 2013, 152 p., Relié (ISBN 978-0988227514, OCLC 888665493, présentation en ligne) ;
- (it) Djamila Hassanzade et Heydär Äliyev Fondu, Beni Culturali dell'Azerbarigian, miniature, Baku, Chashioglu, 2012, 247 p. (ISBN 978-9952483185, OCLC 897058329).

## Principaux articles scientifiques
- (en) Farid Alakbarov, « Medicinal Properties of Cannabis According to Medieval Manuscripts of Azerbaijan », Journal of Cannabis Therapeutics, vol. 1, no 2,‎ 1er mars 2001, p. 3–15 (ISSN 1529-9775, DOI 10.1300/J175v01n02_02, lire en ligne, consulté le 20 juillet 2022) ;
- (en) Farid Alakbarov, « Medicinal Plants Used in Medieval Azerbaijan Phytotherapy », Journal of Herbal Pharmacotherapy, vol. 1, no 3,‎ 1er janvier 2001, p. 35–49 (ISSN 1522-8940, DOI 10.1080/J157v01n03_04, lire en ligne, consulté le 20 juillet 2022) ;
- (en) Farid Alakbarov, « Aromatic Herbal Baths of the Ancients », HerbalGram, American Botanical Council, no 57,‎ 2003, p. 40-49 (lire en ligne [PDF], consulté le 20 juillet 2022) ;
- (en) Farid Alakbarli, « Systematic analysis of animals used in medieval Azerbaijan medicine », Vesalius: Acta Internationales Historiae Medicinae, vol. 12, no 1,‎ juin 2006, p. 18–22 (ISSN 1373-4857, PMID 17153727, lire en ligne, consulté le 20 juillet 2022) ;
- (en) Farid ALAKBARLI et Esmira HAJIYEVA, « “Tuhfat Al-Muminin” (1669 Ad) By Muhammad Mumin As An Important Source On Traditional Islamic Medicine », Journal of the International Society for the History of Islamic Medicine (ISHIM), Ankara, Nobel Yayın Dağıtım Tic. Ltd., vol. 6-7, nos 11-12-13-14,‎ juillet 2008, p. 72-74 (lire en ligne [PDF], consulté le 20 juillet 2022) ;
- (en) Mohammadali M. Shoja, R. Shane Tubbs, Marios Loukas et Majid Khalili, « Vasovagal syncope in the Canon of Avicenna: The first mention of carotid artery hypersensitivity », International Journal of Cardiology, vol. 134, no 3,‎ 29 mai 2009, p. 297–301 (PMID 19332359, DOI 10.1016/j.ijcard.2009.02.035, lire en ligne, consulté le 20 juillet 2022) ;
- (en) Seyed Fazel Hosseini, Farid Alakbarli, Kamyar Ghabili et Mohammadali M. Shoja, « Hakim Esmail Jorjani (1042–1137 ad): Persian physician and jurist », Archives of Gynecology and Obstetrics, vol. 284, no 3,‎ 1er septembre 2011, p. 647–650 (ISSN 1432-0711, PMID 20931210, DOI 10.1007/s00404-010-1707-7, lire en ligne, consulté le 20 juillet 2022) ;
- (en) Edwin D Lawson et Farid Alakbarli, « The Mountain (Gorskij) Jews of Azerbaijan: Their Twentieth-Century Naming Patterns », These are the Names, Ramat Gan, Bar-Ilan University Press, vol. 5,‎ janvier 2011, p. 158-177 (lire en ligne, consulté le 20 juillet 2022).